# Coursier (métier)
Pour les articles homonymes, voir coursier.
Le coursier est chargé de mener des marchandises entre un point d'enlèvement et un point de destination.
Les nouvelles technologies, comme d'abord le télécopieur (Fax), puis l'Internet, ont modifié la nature des échanges en augmentant la part de marchandise sur celle des documents. L'enlèvement et le dépôt de documents administratifs reste néanmoins prépondérant dans le travail du coursier[réf. nécessaire] (dossiers d'avocats, dépôts de visas, ou encore le transport physique de films, maquettes et bons à tirer pour l'édition).

## Véhicules
Les coursiers utilisent généralement des deux-roues pour les plis et les petits paquets. À New York par exemple, les coursiers utilisent des bicyclettes, à Paris, principalement des scooters bien que la France compte plus de 10 000 livreurs à vélo, notamment dans le secteur de la livraison de  plats cuisinés. Des fourgons sont utilisés pour les marchandises plus lourdes ou volumineuses. Dans le cas des deux-roues, ce métier est très exposé aux conditions extérieures (climat, circulation, environnement).
En France, la législation a rendu obligatoire depuis 2007 la fourniture du véhicule (deux ou quatre-roues) par l'entreprise (l'entreprise est propriétaire du véhicule), mais le salarié peut choisir de fournir son propre véhicule. Dans ce dernier cas, le salarié doit être assuré pour son usage professionnel et assumer la totalité des frais du véhicule. Pour cette raison, il touche des indemnités kilométriques calculées sur les distances réalisées pour les besoins des courses effectuées (et du temps où il est à la disposition de son employeur). Cette indemnité fait l'objet d'un barème publié par l'administration fiscale et revalorisé chaque année.

## Travail
Les coursiers travaillent en tournée ou au coup par coup (courses sur appel ou « course à course »). Les courses sont triées par eux-mêmes ou par un dispatcheur, ils organisent les livraisons afin de minimiser le chemin à parcourir. Après vérification du nombre d'objets à livrer et de leur état, ceux-ci sont chargés en commençant par la dernière livraison jusqu'à la première. Le coursier doit à chaque arrêt identifier la marchandise à déposer et faire valider le document de livraison (bordereau, feuille de route, appareil électronique) qui sera enregistré au bureau à la fin de sa journée, ou de sa tournée.
L’environnement tel que codes de porte, interphones, absence de gardiens, horaires de fermeture ou d’ouverture, encombrements de circulation complique le travail des coursiers, leur imposant de gérer le stress face aux impératifs horaires. Les coursiers exécutant des courses sur appel (course à course) doivent en permanence organiser leur travail en tenant compte des horaires, des lieux d'enlèvement, et des impératifs de livraison, toutes choses qui leur sont communiquées au fur et à mesure par leur dispatcheur répondant aux demandes des clients.
La valeur et la confidentialité des plis ou marchandises transportés les obligent à une sécurisation permanente de leur véhicule, lors de chaque arrêt.

## Règlementation en France
En France, l'activité de coursier est réglementée depuis de nombreuses années. En effet, le transport en deux-roues fait partie intégrante de la convention collective des transports routiers (no 3085) et un avenant de 2005, étendu en avril 2007 (avenant no 94) définit cette catégorie de salariés et cette activité.
Les entreprises de transport utilisant exclusivement des deux-roues doivent être inscrites au registre des transports de marchandises, au même titre que n'importe quelle entreprise de transport public de marchandises. Cela est vrai aussi pour les auto-entrepreneurs, les artisans, les EIRL et EURL.
Mode de rémunération
La Cour de cassation a rappelé à de nombreuses occasions l'interdiction du paiement « aux bons »  dans cette profession, mais l'avenant 94 a introduit un mode de paiement variable « défini au sein de chaque entreprise » qui ne peut être inférieur à 6 % pour un coursier premier degré et à 15 % pour un coursier deuxième degré, autorisant de facto ce mode de rémunération.
La difficulté est pour les entreprises de définir le mode de calcul de cette part variable. La jurisprudence se fonde sur l'article 14 de la CCNTR qui interdit les primes liées au rendement ne respectant ni le temps de travail, ni le temps de conduite. Or le temps de travail est contrôlé au moyen d'une feuille de temps remplie quotidiennement par le coursier et validée par l'entreprise et le temps de conduite ne concerne pas les coursiers. Ainsi, il semblerait qu'une part variable puisse être accordée aux salariés, ce qui permettrait de mieux rémunérer les coursiers compétents et consciencieux, sachant qu'actuellement (en avril 2015) le salaire de base (SMPG) est de 9,41 euros de l'heure alors que le salaire minimum (SMIC) à 9,63 euros.

### Représentation patronale
Le Syndicat national du transport léger (SNTL) est une organisation patronale représentant les entreprises de transport léger (incluant la messagerie).

### Représentation des salariés
Il existe un syndicat des salariés, le Syndicat CGT des coursiers qui a pour vocation la défense des salariés. Il est rattaché à la CGT-Transport, et il est à l'origine de procès retentissants dans la profession (depuis les années 1990) qui ont conduit aux négociations de l'avenant de 2005.
De la même façon, il existe aussi un syndicat des coursiers de la CNT, le SGTL-RP qui tient une permanence syndicale à la bourse du travail à Choisy-le-Roi dans le Val-de-Marne (94).

## Communauté
L'émergence d'entreprises telles que Uber Eats ou Deliveroo dans les années 2010 a contribué à démocratiser le métier de coursier à vélo. Petit job étudiant pour certains, activité principale pour d'autres, les coursiers sont désormais très nombreux surtout dans les grandes agglomérations.
Formant une communauté très soudée, ils s'adonnent à des Alleycats (courses urbaines à vélo) et se retrouvent régulièrement en fin de semaine pour partager anecdotes et festivités autour d'un style de vie défini par le mot « Messlife » (contraction anglosaxone formée de « messenger » et « life »). Des championnats sont organisés à différents échelons géographiques et jusqu'à l'international avec les très courus Cycle Messenger World Championships (en) (Championnats du monde de coursier à vélo) qui rassemblent chaque année près d'un millier de coursiers venus de tous horizons. L'édition 2016 s'est tenue à Paris.
Si certains sont salariés de petites ou moyennes entreprises de livraison, d'autres relèvent du régime de la microentreprise (ex auto-entreprise) et travaillent avec des plateformes de livraisons de repas telles que Uber Eats ou Deliveroo. Bien qu'exerçant « en solitaire », ces travailleurs, souvent jeunes, ont investi les réseaux sociaux où ils se retrouvent à l'échelle locale ou nationale dans plus d'une centaine de groupes Facebook, Telegram, WhatsApp, Snapchat ou Discord...

### France
En France, certains groupes d'entraide comme « Les coursiers français » (LCF) accompagnent les livreurs dans toutes leurs démarches et les renseignent sur les différentes entreprises de livraison. D'autres collectifs se tournent vers le syndicalisme militant comme avec le Collectif des livreurs autonomes de Paris (CLAP) qui a plusieurs fois défrayé la chronique lors de manifestations ou de grèves ayant pour but d'alerter sur la précarité de cette nouvelle forme de travail,,. Le premier syndicat officiel français de livreurs a été créé à Bordeaux en 2017 avec le soutien de l'Union départementale CGT de Gironde.

### Suisse

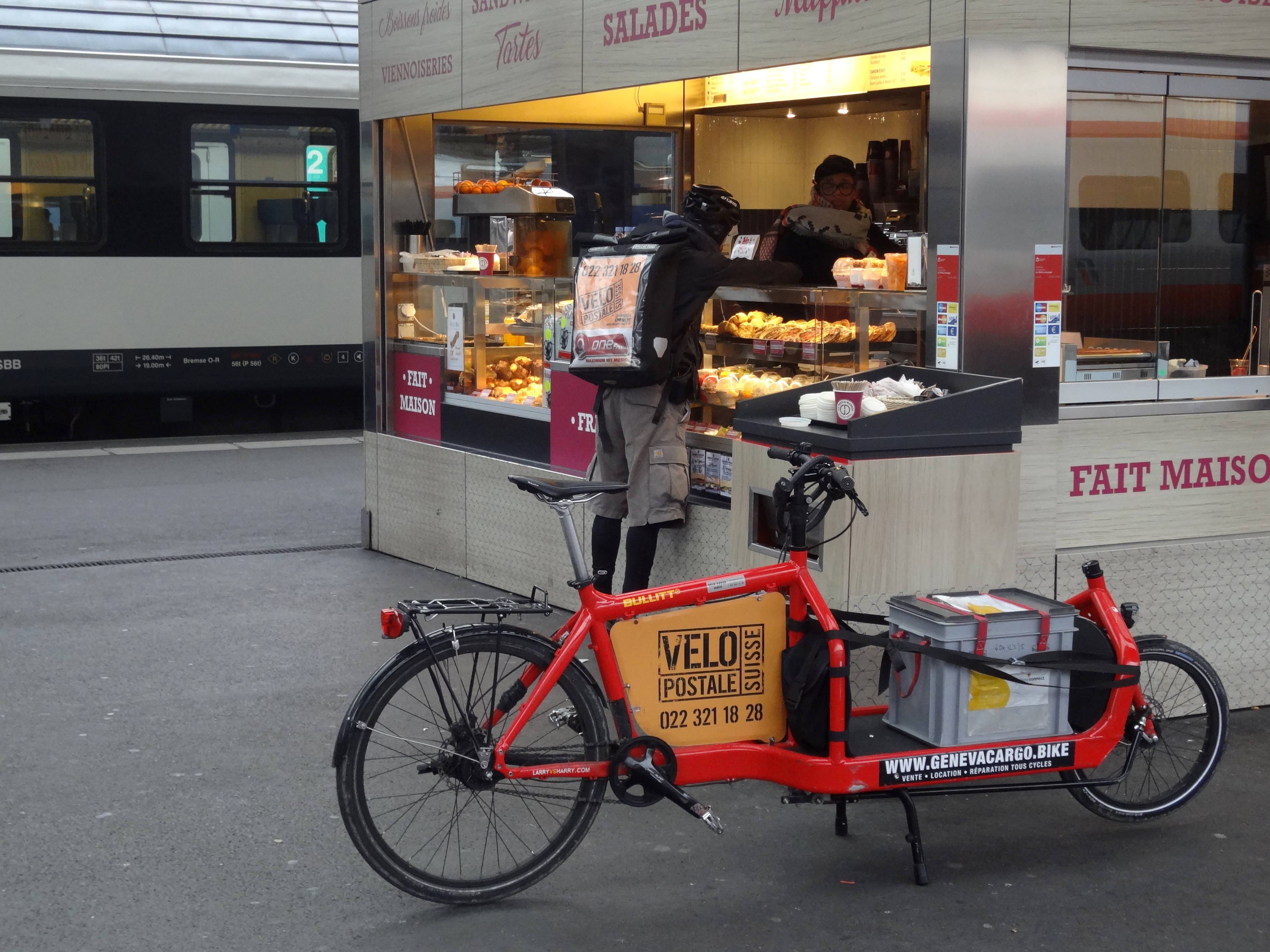
Vélo-cargo de « La Vélopostale » sur un quai de la gare Cornavin à Genève.

En Suisse, l’association patronale pour les services de coursiers urbains Swiss Messenger Logistics (SML) regroupe et coordonne les entreprises concernées (17 en 2022). En particulier elle propose une Convention collective de travail (CCT). Le fonctionnement par districts et la collaboration avec les CFF permettent l’envoi et la réception de colis entre différentes villes (service Swissconnect).
On distingue les « livreurs et livreuses » indépendants, supportant le risque économique de leur activité et pour lesquels il s’agit souvent d’un job d'appoint (connus pour les livraisons de plats cuisinés), et les « coursiers et coursières », des employés salariés qui font généralement l’intermédiaire d’entreprise à entreprise (par exemple dans les domaines législatifs, médicaux, immobiliers et financier), mais aussi le « dernier kilomètre » pour des livraisons chez des particuliers (fleurs, courses alimentaires).

## Galerie

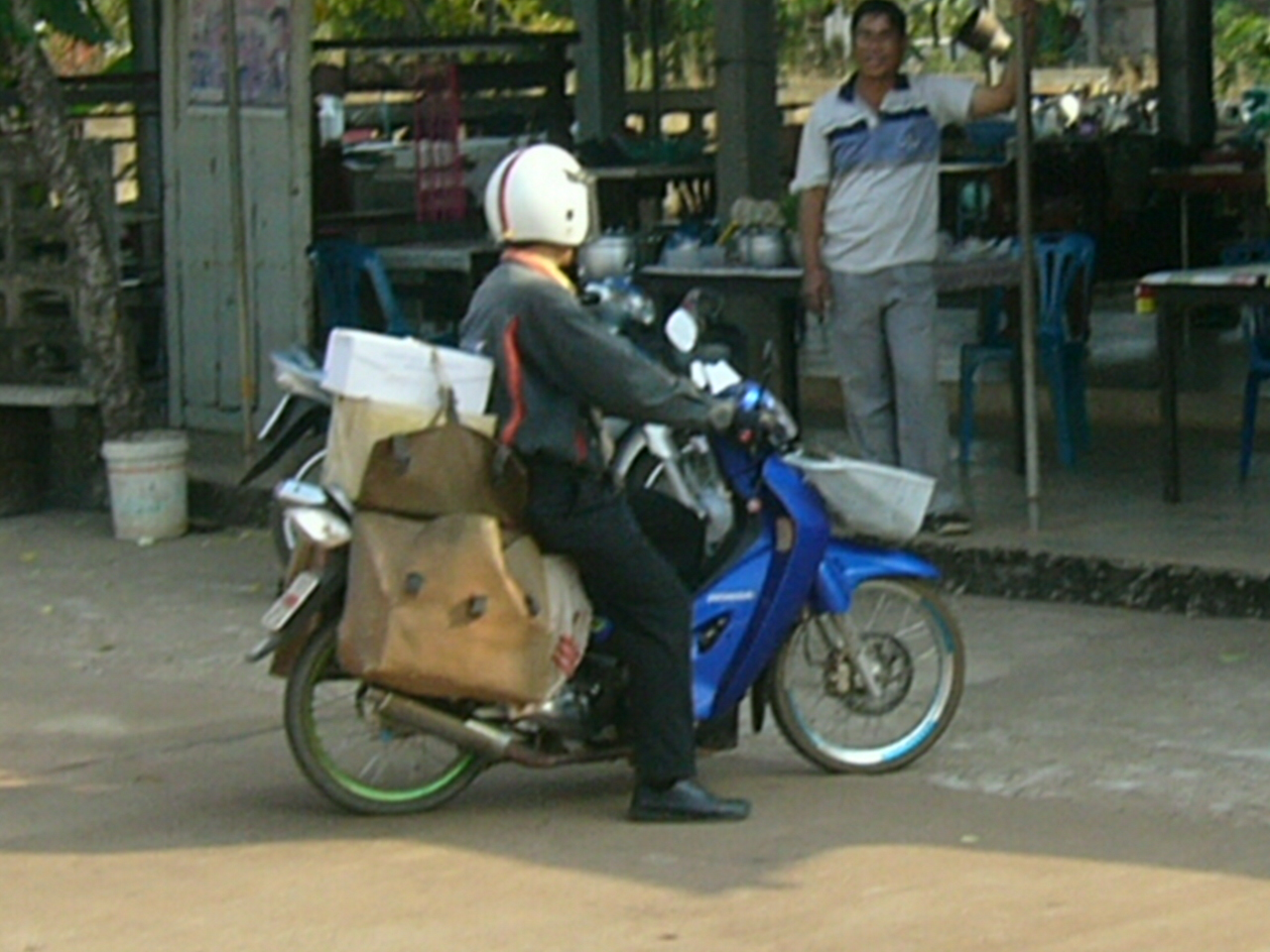
Un coursier thaïlandais
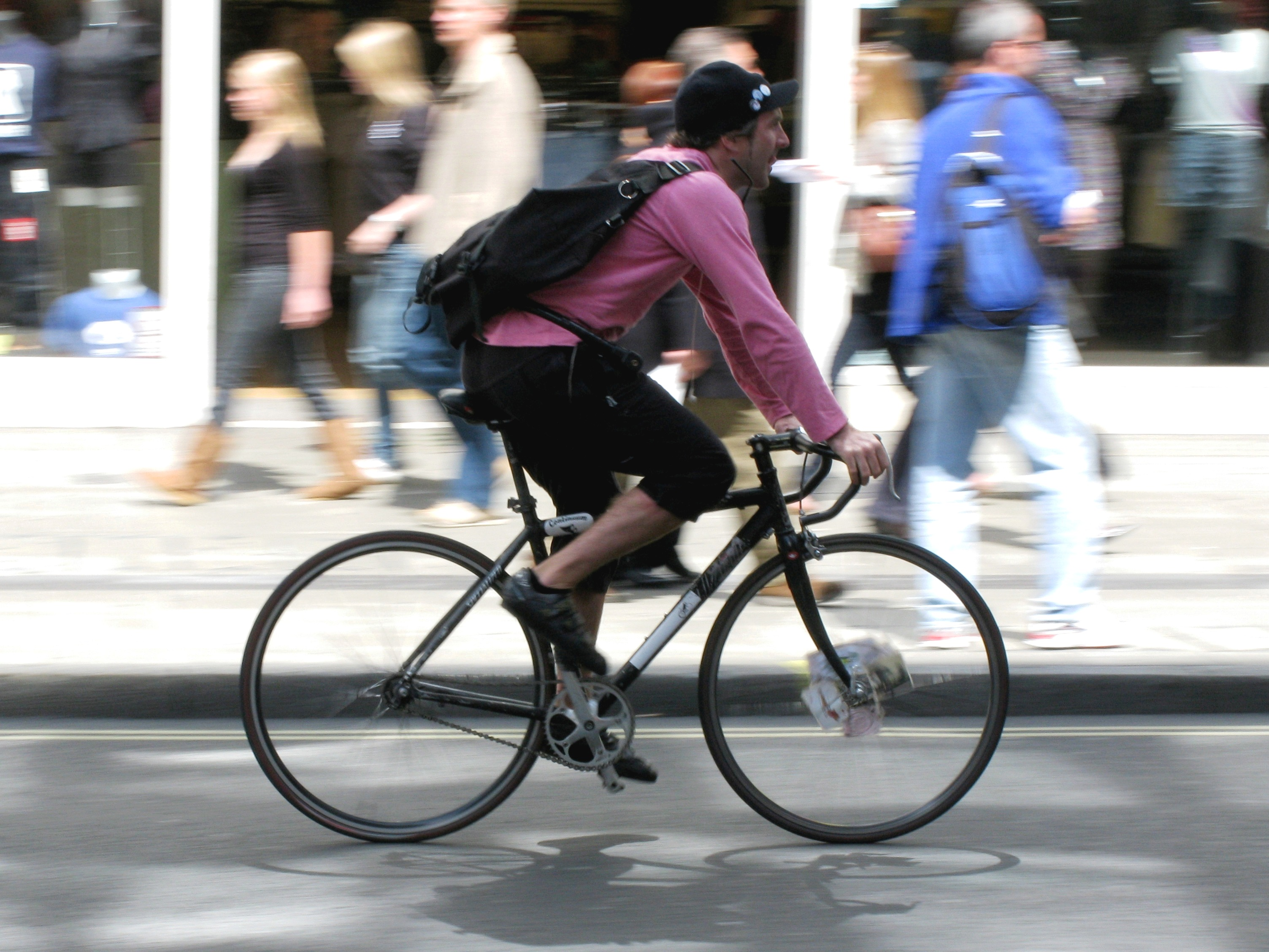
Un messager à vélo londonien
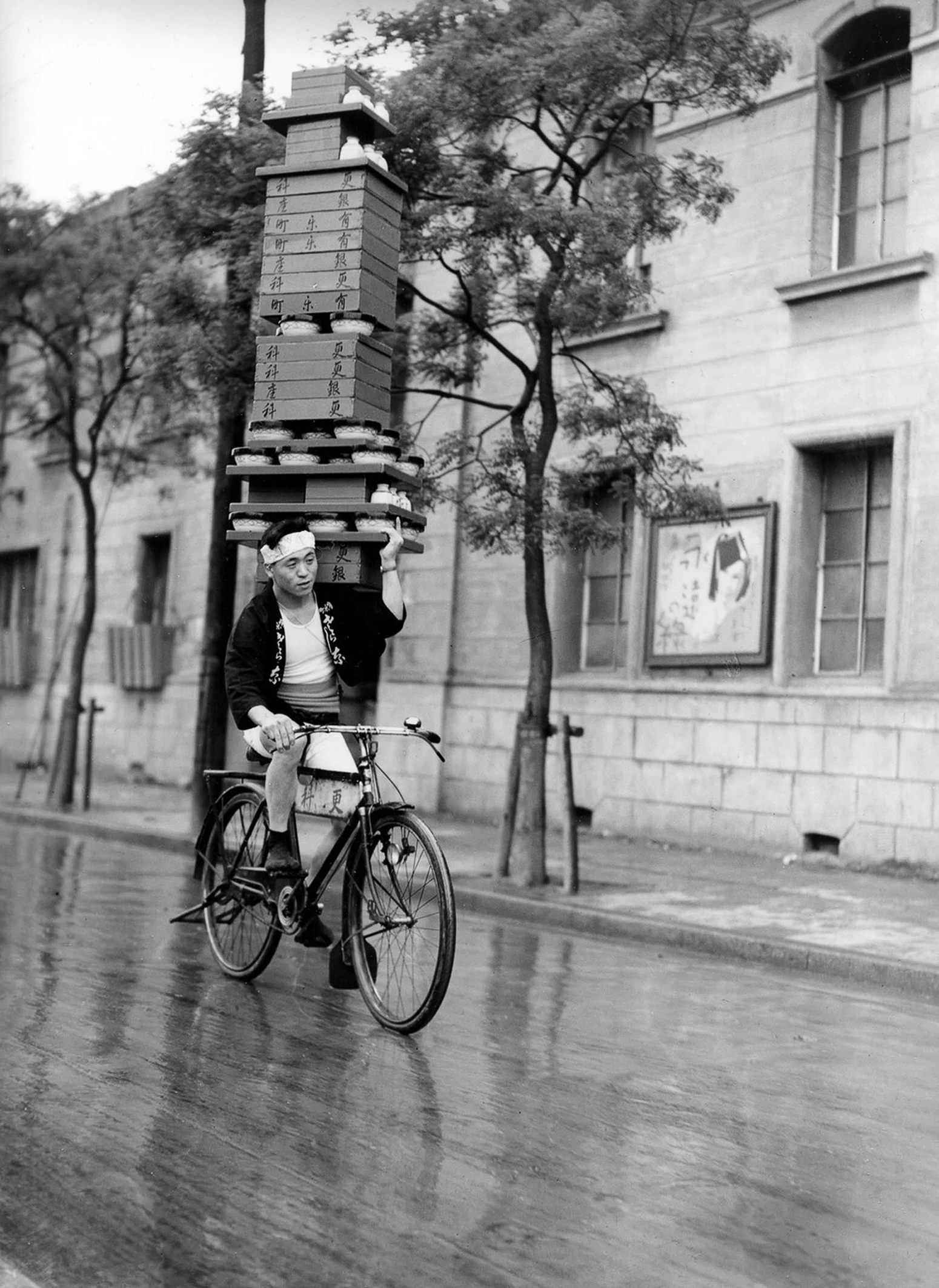
Un coursier à vélo livrant des Soba à Tokyo en 1935. Photo publiée dans le Mainichi shinbun.

## Dans la fiction
Le film Premium Rush, sorti en 2012, a pour héros un coursier à vélo au cœur de New York.
Le film Quicksilver (À toute vitesse), réalisé en 1986. Il abandonne les places de marché pour devenir messager à vélo à New York.